# Église Saint-Martin d'Heux
L'église Saint-Martin d'Heux est une église catholique située à Larroque-sur-l'Osse, dans le département français du Gers en France.
L'église est inscrite à l'inventaire des monuments historiques depuis 1977.

## Présentation
L'église est située sur un tertre planté de beaux arbres où se trouvait autrefois le cimetière, elle desservait un hameau de quelques maisons éparpillées au bas du tertre. Elle a maintenant perdu cette fonction paroissiale ; pourtant elle est régulièrement utilisée pour le culte et, contrairement à tant de petites églises rurales, elle reste bien entretenue. 
De datation difficile, on peut avancer pour ses parties les plus anciennes le XIVe siècle sinon le XIIIe siècle, étant entendu que l'édifice est largement postérieur pour sa plus grande partie.
Intérieurement, son plan est simple. Elle a une large nef unique terminée par un chevet plat ? une grande salle dirait-on ? avec une seule chapelle au sud, rectangulaire et à laquelle on accède par une arcade surbaissée.
La nef proprement dite se compose de trois travées délimitées par des colonnes engagées à chapiteaux sculptés, lesquels sont décorés de feuillages pour deux d'entre eux et à la fois de feuillages et de deux bustes de personnages à la tête proéminente pour un troisième. Les colonnes ne sont pas porteuses et la nef est couverte d'un lambris incurvé sur les bords. Ce lambris se poursuit au-dessus du chœur qu'un arc surbaissé appuyé sur deux pilastres sépare de la nef. 
L'église est éclairée au nord par des fenêtres cintrées, une dans la nef, deux dans le chœur ; au sud par deux fenêtres de la chapelle, cintrées et étroites. Deux portes s'ouvrent au sud : la porte d'entrée dans la première travée et la porte de la sacristie dans le chœur. Le sol est revêtu de dalles de pierre et de brique ; le chœur est surélevé d'une marche. Le lambris et les murs de la nef et du chœur ont été entièrement peints ; il s'agit d'une œuvre d'art populaire ne remontant sans doute pas en deçà du XIXe s., mais libre de tous les poncifs de l'art religieux de ce siècle. 
Dans le chœur le plafond montre huit anges, le corps à peine ébauché, entourant l'agneau divin et reliés par des banderoles portant les paroles du « Sanctus » ; les anges sont roses et les banderoles blanches sur fond de ciel bleu, l'agneau est blanc sur fond de soleil jaune. On retrouve sur le plafond de la nef la représentation du ciel avec cette fois, au centre, une croix sombre sur le soleil ; le plafond est bordé sur les côtés de banderoles ? il n'y a pas d'anges ? nouées entre elles avec des bouquets fleuris ; le tout en dominantes blanc, bleu pâle, bleu soutenu et brun. 
La retombée concave du plafond sur les murs est ornée, pour sa part, d'un décor d'arcatures peint en brun, avec deux fleurs blanches dans chaque arcade. Les murs de la nef sont blancs, ceux du chœur bleu ciel, tous parsemés de croix de couleur brune. La chapelle est également peinte : au plafond, une étoile dorée inscrite dans un cercle de nuages blancs sur fond de ciel bleu bordé d'une marge brune.
Le maître-autel a un tabernacle surmonté d'un crucifix placé sur un édicule composé de quatre supports simples et d'une couverture en bâtière ; il est accompagné de jolis candélabres. Au-dessus du maître-autel, un retable qu'on pourrait dater du XVIIe s. expose en son centre une toile représentant un Christ en croix ; la toile est encadrée de deux colonnes corinthiennes portant un entablement à corniche et un fronton incurvé ; deux pots à fleurs sont installés sur le ressaut que forme la corniche à l'aplomb des colonnes. 
Deux toiles représentant chacune un personnage en habit épiscopal sont respectivement disposées à droite et à gauche des deux colonnes. La chaire est ornée de fausses incrustations et de marqueterie losangées. Quatre vieux lustres à bougies, dont trois à cristaux, pendent du plafond. 
La chapelle a un petit retable du XVIIIe s. comportant une niche qui abrite une Vierge à l'Enfant bénissant.
Extérieurement l'église n'a plus la simplicité de plan qu'on a vue, parce qu'elle se trouve intégrée dans l'ensemble architectural ? modeste certes ? qu'elle constitue avec différents bâtiments annexes. En effet, un grand emban s'étend au sud depuis le côté ouest de la chapelle jusqu'à un mur situé largement au-delà de la façade occidentale de l'église. 
Cette façade est d'ailleurs masquée par un bâtiment barlong s'étendant sur toute sa largeur à partir du mur commun avec l'emban ; aussi n'est-elle plus signalée que par le clocher-mur, jaillissant des toits, qui la surmonte. Le chevet, pour sa part, s'est vu accoler le bâtiment du presbytère qui le déborde beaucoup vers le Sud et la sacristie occupe presque tout l'espace situé entre les saillies respectives du presbytère et de la chapelle. De la sorte, seul le mur gouttereau nord de l'église est libre de construction.
L'emban est couvert d'une toiture dont la charpente prend appui : au nord sur l'église et, à sa suite, sur le bâtiment qui cache la façade ; à l'ouest sur le mur qui le ferme et à l'est sur la chapelle ; enfin, au sud sur des poteaux de bois assis sur un muret interrompu par l'accès à la porte d'entrée. Celle-ci est cintrée et ses moulures ? l'une d'elles a un dessin brisé ? forment dans leur retombée comme des fûts de colonnettes pourvus de hautes bases (XIVe s. ou XVe s.). Un banc de pierre s'allonge contre le mur à gauche de la porte. Le mur ouest de l'emban est percé d'une porte et on y remarque une arcade aveugle, à la fois brisée et surbaissée. 
Le sol, en contrebas (une marche) de l'extérieur, est revêtu de grosses dalles. Le bâtiment qui cache la façade de l'église a un mur occidental au nu du mur ouest de l'emban tout comme son mur nord est au nu du gouttereau de la nef. Ce bâtiment, raidi par deux contreforts sur son court côté nord, paraît aveugle à l'exception d'une meurtrière agrandie à l'ouest et d'une autre allongée au-dessus d'une porte rectangulaire au nord. On peut penser qu'il s'étendait davantage vers le sud avant la réalisation de l'emban et que l'arcade, maintenant aveugle, du mur de ce dernier correspondait alors à son entrée. Le flanc nord de l'église est épaulé de trois contreforts faisant suite aux deux contreforts du bâtiment. 
Peu de choses à dire de l'ancien presbytère et de la sacristie, sinon insister sur le cachet du premier, une maison barlongue donnant sur un délicieux jardin entouré de murs et faire remarquer les quatre jours carrés dont est creusé le pignon de la seconde.
Le clocher-mur occupe toute la largeur de la nef. Il a deux ressauts latéraux et se termine en hauteur par un massif rectangulaire auquel on a donné la forme d'un sarcophage et qui porte une croix moderne. Il est percé de deux baies avec, sur la face ouest, un abat-son extérieur en appentis ; sur cette même face, on voit, en dessous des baies, les amorces d'une toiture disparue ainsi que, vers le N., deux corbeaux et, vers le sud, un contrefort. 
La face opposée, pourvue également d'un appentis, est aménagée pour l'accès aux cloches : sur le toit, à la base du clocher, un édicule en forme de bulbe communique, d'une part, avec l'emban par un escalier de bois descendant contre le mur S. de l'église, d'autre part, avec une plate-forme située à l'arrière des deux baies par une échelle que protège sur les trois côtés un lattis de bois.
L'église et ses dépendances sont bâties surtout en grandes pierres de taille ; toutefois, le clocher présente des moellons et un liant plus épais. Les toitures sont revêtues de tuiles rondes ; ne font exception que les abat-son du clocher et l'édicule bulbeux d'accès aux cloches, pourvus de tuiles plates. L'église est couverte d'un toit à double pente et le bâtiment de façade d'un appentis montant jusqu'à la base du clocher-mur ; le versant sud du toit de l'église, plus développé, couvre l'emban et se poursuit par un appentis qui se raccorde à celui du bâtiment de façade. 
La chapelle, la sacristie et le presbytère ont aussi des charpentes à double pente, mais disposées perpendiculairement à l'axe de l'église.

## Description

### Intérieur

#### Lanefet lechœur
Au centre de l'abside est placé un tableau de la crucifixion de Jésus. Sur les tableaux latéraux sont représentés : à gauche, saint Martin et à droite, un évêque.

## Galerie

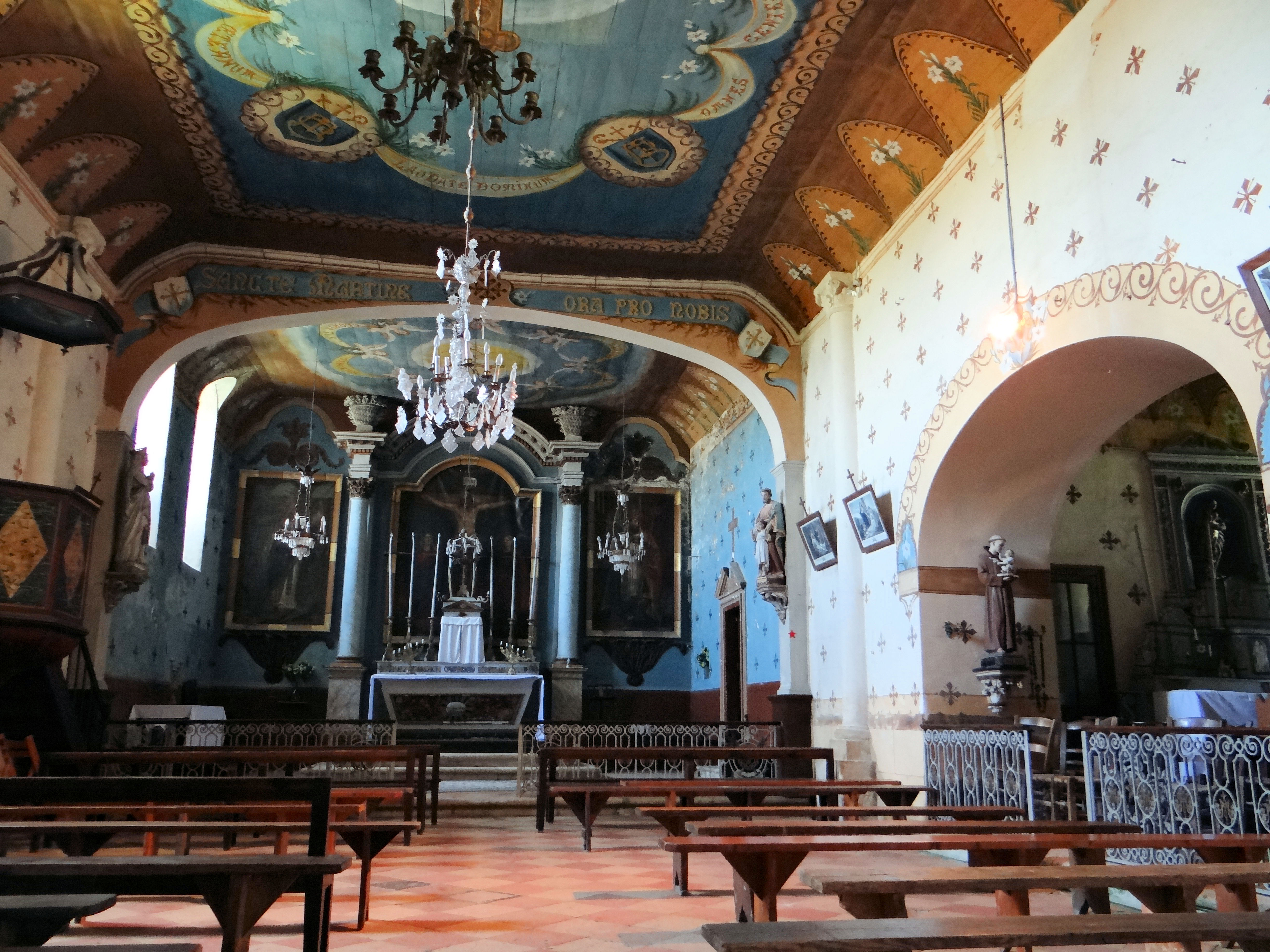
La nef et le chœur. À droite, la chapelle de la Vierge Marie
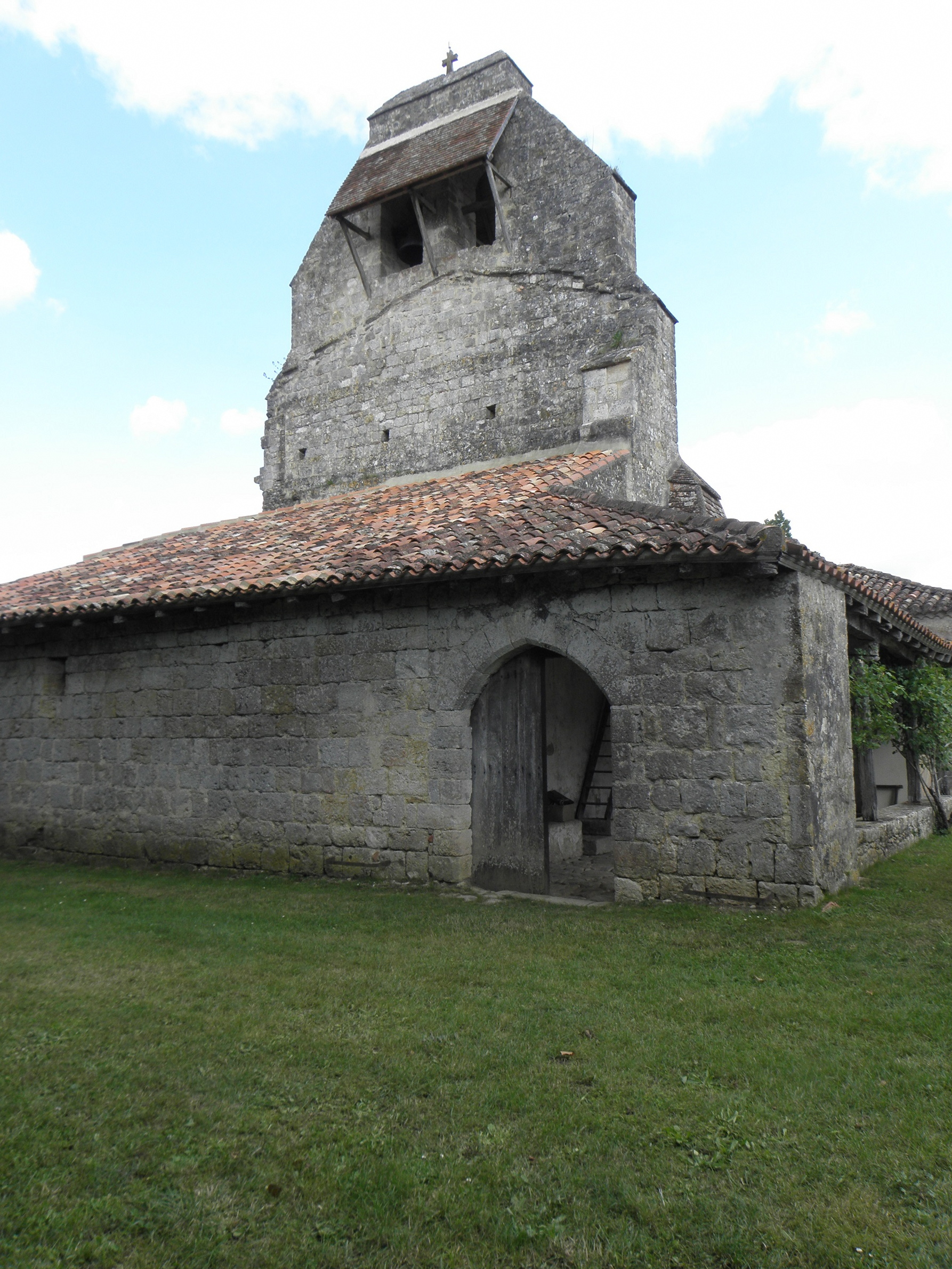
Le clocher-mur à deux cloches avec un toit pour les protéger des intempéries